# Christian Samba
Christian Brice Samba (Brazzaville, 26 marzo 1971) è un ex calciatore della Repubblica del Congo, di ruolo portiere.

## Biografia
Suo figlio Brice è anch'egli un calciatore.

## Carriera

### Club
Ha cominciato a giocare nel Kotoko MFOA. Nel 1989 è passato al Diables Noirs. Nel 1993 è stato acquistato dall'Africa Sports, club in cui ha militato fino al 2000. Nel 2000 si è trasferito al Pacy, con cui ha concluso la propria carriera nel 2004.

### Nazionale
Ha partecipato, con la Nazionale, alla Coppa d'Africa 1992 e alla Coppa d'Africa 2000. Ha collezionato in totale, con la maglia della Nazionale, 33 presenze e 33 reti subite.

## Statistiche

### Cronologia presenze e reti in Nazionale
| Cronologia completa delle presenze e delle reti in nazionale ― Rep. del Congo | Cronologia completa delle presenze e delle reti in nazionale ― Rep. del Congo | Cronologia completa delle presenze e delle reti in nazionale ― Rep. del Congo | Cronologia completa delle presenze e delle reti in nazionale ― Rep. del Congo | Cronologia completa delle presenze e delle reti in nazionale ― Rep. del Congo | Cronologia completa delle presenze e delle reti in nazionale ― Rep. del Congo | Cronologia completa delle presenze e delle reti in nazionale ― Rep. del Congo | Cronologia completa delle presenze e delle reti in nazionale ― Rep. del Congo |
| Data                                                                          | Città                                                                         | In casa                                                                       | Risultato                                                                     | Ospiti                                                                        | Competizione                                                                  | Reti                                                                          | Note                                                                          |
| ----------------------------------------------------------------------------- | ----------------------------------------------------------------------------- | ----------------------------------------------------------------------------- | ----------------------------------------------------------------------------- | ----------------------------------------------------------------------------- | ----------------------------------------------------------------------------- | ----------------------------------------------------------------------------- | ----------------------------------------------------------------------------- |
| 13-12-1990                                                                    | Ziguinchor                                                                    | Congo-Brazzaville                                                             | 6 – 0                                                                         | Guinea Equatoriale                                                            | Coupe UDEAC 1990 - 1º turno                                                   | -                                                                             |                                                                               |
| 15-12-1990                                                                    | Ziguinchor                                                                    | Congo-Brazzaville                                                             | 1 – 0                                                                         | Gabon                                                                         | Coupe UDEAC 1990 - Semifinale                                                 | -                                                                             |                                                                               |
| 15-1-1992                                                                     | Ziguinchor                                                                    | Costa d'Avorio                                                                | 0 – 0                                                                         | Rep. del Congo                                                                | Coppa d'Africa 1992                                                           | -                                                                             |                                                                               |
| 17-1-1992                                                                     | Ziguinchor                                                                    | Rep. del Congo                                                                | 1 – 1                                                                         | Algeria                                                                       | Coppa d'Africa 1992                                                           | -1                                                                            |                                                                               |
| 20-1-1992                                                                     | Dakar                                                                         | Ghana                                                                         | 2 – 1                                                                         | Rep. del Congo                                                                | Coppa d'Africa 1992 - Quarti di finale                                        | -2                                                                            |                                                                               |
| 24-10-1992                                                                    | Johannesburg                                                                  | Sudafrica                                                                     | 1 – 0                                                                         | Rep. del Congo                                                                | Qual. Mondiali 1994                                                           | -1                                                                            |                                                                               |
| 20-12-1992                                                                    | Pointe-Noire                                                                  | Rep. del Congo                                                                | 0 – 1                                                                         | Nigeria                                                                       | Qual. Mondiali 1994                                                           | -1                                                                            |                                                                               |
| 27-2-1993                                                                     | Enugu                                                                         | Nigeria                                                                       | 2 – 0                                                                         | Rep. del Congo                                                                | Qual. Mondiali 1994                                                           | -2                                                                            |                                                                               |
| 8-1-1995                                                                      | Brazzaville                                                                   | Rep. del Congo                                                                | 3 – 1                                                                         | Niger                                                                         | Qual. Coppa d'Africa 1996                                                     | -1                                                                            |                                                                               |
| 22-1-1995                                                                     | Accra                                                                         | Ghana                                                                         | 3 – 1                                                                         | Rep. del Congo                                                                | Qual. Coppa d'Africa 1996                                                     | -3                                                                            |                                                                               |
| 9-4-1995                                                                      | Bakau                                                                         | Gambia                                                                        | 1 – 1                                                                         | Rep. del Congo                                                                | Qual. Coppa d'Africa 1996                                                     | -1                                                                            |                                                                               |
| 22-4-1995                                                                     | Brazzaville                                                                   | Rep. del Congo                                                                | 0 – 2                                                                         | Sierra Leone                                                                  | Qual. Coppa d'Africa 1996                                                     | -2                                                                            |                                                                               |
| 8-4-1996                                                                      | Brazzaville                                                                   | Rep. del Congo                                                                | 2 – 1                                                                         | Zaire                                                                         | Amichevole                                                                    | -1                                                                            |                                                                               |
| 2-6-1996                                                                      | Brazzaville                                                                   | Rep. del Congo                                                                | 2 – 0                                                                         | Costa d'Avorio                                                                | Qual. Mondiali 1998                                                           | -                                                                             |                                                                               |
| 16-6-1996                                                                     | Abidjan                                                                       | Costa d'Avorio                                                                | 1 – 1                                                                         | Rep. del Congo                                                                | Qual. Mondiali 1998                                                           | -1                                                                            |                                                                               |
| 11-8-1996                                                                     | Pointe-Noire                                                                  | Rep. del Congo                                                                | 0 – 0                                                                         | Togo                                                                          | Qual. Coppa d'Africa 1998                                                     | -                                                                             |                                                                               |
| 25-8-1996                                                                     | Lomé                                                                          | Togo                                                                          | 1 – 0                                                                         | Rep. del Congo                                                                | Qual. Coppa d'Africa 1998                                                     | -1                                                                            |                                                                               |
| 10-11-1996                                                                    | Pointe-Noire                                                                  | Rep. del Congo                                                                | 1 – 0                                                                         | Zambia                                                                        | Qual. Mondiali 1998                                                           | -                                                                             |                                                                               |
| 12-1-1997                                                                     | Kinshasa                                                                      | RD del Congo                                                                  | 1 – 1                                                                         | Rep. del Congo                                                                | Qual. Mondiali 1998                                                           | -1                                                                            |                                                                               |
| 6-4-1997                                                                      | Pointe-Noire                                                                  | Rep. del Congo                                                                | 2 – 0                                                                         | Sudafrica                                                                     | Qual. Mondiali 1998                                                           | -                                                                             |                                                                               |
| 27-4-1997                                                                     | Lusaka                                                                        | Zambia                                                                        | 3 – 0                                                                         | Rep. del Congo                                                                | Qual. Mondiali 1998                                                           | -3                                                                            |                                                                               |
| 8-6-1997                                                                      | Pointe-Noire                                                                  | Rep. del Congo                                                                | 1 – 0                                                                         | RD del Congo                                                                  | Qual. Mondiali 1998                                                           | -                                                                             |                                                                               |
| 16-8-1997                                                                     | Johannesburg                                                                  | Sudafrica                                                                     | 1 – 0                                                                         | Rep. del Congo                                                                | Qual. Mondiali 1998                                                           | -1                                                                            |                                                                               |
| 3-10-1998                                                                     | Windhoek                                                                      | Namibia                                                                       | 0 – 1                                                                         | Rep. del Congo                                                                | Qual. Coppa d'Africa 2000                                                     | -                                                                             |                                                                               |
| 24-1-1999                                                                     | Pointe-Noire                                                                  | Rep. del Congo                                                                | 0 – 0                                                                         | Mali                                                                          | Qual. Coppa d'Africa 2000                                                     | -                                                                             |                                                                               |
| 28-2-1999                                                                     | Pointe-Noire                                                                  | Rep. del Congo                                                                | 1 – 0                                                                         | Costa d'Avorio                                                                | Qual. Coppa d'Africa 2000                                                     | -                                                                             |                                                                               |
| 11-4-1999                                                                     | Abidjan                                                                       | Costa d'Avorio                                                                | 2 – 0                                                                         | Rep. del Congo                                                                | Qual. Coppa d'Africa 2000                                                     | -2                                                                            |                                                                               |
| 6-6-1999                                                                      | Bamako                                                                        | Mali                                                                          | 3 – 1                                                                         | RD del Congo                                                                  | Qual. Coppa d'Africa 2000                                                     | -3                                                                            |                                                                               |
| 20-6-1999                                                                     | Pointe-Noire                                                                  | Rep. del Congo                                                                | 3 – 0                                                                         | Namibia                                                                       | Qual. Coppa d'Africa 2000                                                     | -                                                                             |                                                                               |
| 25-1-2000                                                                     | Lagos                                                                         | Marocco                                                                       | 1 – 0                                                                         | Rep. del Congo                                                                | Coppa d'Africa 2000                                                           | -1                                                                            |                                                                               |
| 28-1-2000                                                                     | Lagos                                                                         | Nigeria                                                                       | 0 – 0                                                                         | Rep. del Congo                                                                | Coppa d'Africa 2000                                                           | -                                                                             |                                                                               |
| 3-2-2000                                                                      | Kano                                                                          | Tunisia                                                                       | 1 – 0                                                                         | Rep. del Congo                                                                | Coppa d'Africa 2000                                                           | -1                                                                            |                                                                               |
| 9-4-2000                                                                      | Malabo                                                                        | Guinea Equatoriale                                                            | 1 – 3                                                                         | Rep. del Congo                                                                | Qual. Mondiali 2002                                                           | -1                                                                            |                                                                               |
| 23-4-2000                                                                     | Pointe-Noire                                                                  | Rep. del Congo                                                                | 2 – 1                                                                         | Guinea Equatoriale                                                            | Qual. Mondiali 2002                                                           | -1                                                                            | 73’                                                                           |
| 9-7-2000                                                                      | Kinshasa                                                                      | RD del Congo                                                                  | 2 – 0                                                                         | Rep. del Congo                                                                | Qual. Mondiali 2002                                                           | -2                                                                            |                                                                               |
| Totale                                                                        |                                                                               | Presenze                                                                      | 35                                                                            |                                                                               | Reti                                                                          | -33                                                                           |                                                                               |

## Palmarès

### Club

#### Competizioni nazionali
- Campionato congolese di calcio (Repubblica del Congo): 1

Diables Noirs: 1991
- Campionato ivoriano di calcio: 2

Africa Sports National: 1996, 1999
- Coppa della Repubblica del Congo: 2

Diables Noirs: 1989, 1990
- Coppa della Costa d'Avorio: 2

Africa Sports National: 1993, 1998